# Мусальман
«Мусальман» (урду مسلمان) — найстаріша щоденна газета мовою урду, що випускається в індійському місті Ченнаї з 1927 року. Це вечірня газета, яку повністю пишуть каліграфісти, після чого розмножують за допомогою друкарського преса. Згідно з Wired і The Times of India, «Мусальман» — єдина рукописна газета в світі.

## Історія
«Мусальман» була заснована Саєдом Азматуллою у 1927 році, запроваджена доктором Мухтаром Ансарі, колишнім президентом Індійського національного конгресу. Офіс газети знаходився у Тріплікані у Ченнаї.
Після смерті Саєда Азматулли випуском газети зайнявся Саєд Фазулла, який помер 26 квітня 2008 року в віці 78 років. У 2007 році Фазулла висловив побоювання в тому, що каліграфія може померти разом з ним, оскільки сини не проявили інтересу до продовження традиції. Син Фазулли, Саєд Насарулла, сказав, що, через те, що він не цікавиться каліграфією, «чекають зміни».
Наступним редактором газети став інший син Файзулли, Саєд Аріфуллах.

## Редакція
У штаті шість працівників, з яких четверо — каліграфи, яких називають «катіб». Вони працюють в одній кімнаті, яка є одночасно офісом. Написаний оригінал стає основою для негативу, який поміщають у друкарський верстат.
На 2011 рік головним редактором газети був Рахман Хусейні, що влаштувався працювати бухгалтером, але змінив роботу в 1980 році, коли помер головний катіб. У 2007 році Рахман отримував 2500 індійських рупій на день, а інші — по 60 рупій на день за сторінку.
Головним кореспондентом газети ось уже 20 років працює Чіннасвамі Баласубраманіам, крім того, у Нью-Делі, Калькутті, Хайдерабаді та інших містах працюють кореспонденти.
В офіс часто запрошують відомих поетів, релігійних лідерів і осіб королівської крові, деякі з них роблять свій внесок на сторінки Мусальмана.

## Формат
Газета складається з чотирьох аркушів. Перший відведений державним і міжнародним новинам, другий і третій — місцевим, а четвертий — спорту. На випадок появи термінових відомостей на головній сторінці залишають вільне місце в нижньому правому куті.
На квітень 2008 року Мусальман продавався по 75 пайс за екземпляр і мав близько 22 000 передплатників.